# Half of My Hometown
Half of my Hometown è un singolo della cantante statunitense Kelsea Ballerini, pubblicato il 19 aprile 2021 come quarto estratto dal terzo album in studio Kelsea.

## Esibizioni dal vivo
Ballerini e Chensey si sono esibiti per la prima volta dal vivo con il brano in occasione degli Academy of Country Music Awards 2021.

## Video musicale
Il video musicale, diretto da Patrick Tracy, è stato reso disponibile il 13 maggio 2021.

## Tracce
Download digitale
1. Half of My Hometown (feat. Kenny Chesney) – 3:51
2. Half of My Hometown (Ballerini album version) – 3:56